# Maltesi
I maltesi sono un'etnia e una nazionalità legata a Malta.

## Caratteristiche
I maltesi (attualmente oltre 350 000 nell'arcipelago) parlano il maltese, lingua derivata dall'arabo, ma con una maggioranza di vocaboli neolatini, soprattutto siciliani. A causa dei lunghi rapporti con la vicinissima Italia e per la più breve, ma intensa, dominazione inglese, l'italiano è parlato e compreso, mentre l'inglese è ampiamente diffuso fra i maltesi.
La Costituzione maltese garantisce la libertà religiosa, ma la quasi totalità dei maltesi professa la religione cristiano cattolica (in maggioranza di rito latino).

## Genetica
Recenti studi hanno confermato che, da un punto vista genetico, i maltesi hanno un DNA simile a quello degli italiani meridionali; in particolare, sono geneticamente molto simili ai siciliani.
Del resto, negli ultimi duemila anni sono stati molti gli italiani trasferitisi a Malta, un'isola che nominalmente era posseduta dal Regno di Sicilia fino al Settecento. Gli inglesi occuparono Malta, facendone un protettorato, solo nel 1800, dopo che Napoleone nel 1798 l'aveva invasa, ponendo fine al governo dei Cavalieri Ospitalieri, meglio conosciuti come Cavalieri di Malta, e dei quali è successore l'attuale Sovrano Militare Ordine di Malta.
Ancora nel 1948 vi erano circa mille cittadini italiani a Malta, concentrati nella capitale; nel 2010 erano circa 1 500 gli italiani residenti a Malta.